# Upland (Nebraska)
Upland – wieś w Stanach Zjednoczonych, w stanie Nebraska, w hrabstwie Franklin.